# Ján Franek
Ján Franek, född den 14 april 1960 i Žilina, dåvarande Tjeckoslovakien, är en tjeckoslovakisk boxare som tog OS-brons i lätt mellanviktsboxning 1980 i Moskva. I semifinalen förlorade Franek mot Armando Martínez från Kuba.